# Heterochelus murinus
Heterochelus murinus är en skalbaggsart som beskrevs av Hermann Burmeister 1844. Heterochelus murinus ingår i släktet Heterochelus och familjen Melolonthidae. Inga underarter finns listade i Catalogue of Life.